# Pallacanestro Roseto
O Pallacanestro Roseto é um clube de basquetebol baseado em Roseto, Itália que atualmente disputa a Série A2.  Manda seus jogos na PalaMaggetti com capacidade para 4.050 espectadores.

## Histórico de Temporadas
| Temporada | Nível | Liga              | Pos.                          | J                             | PL                            | Resultado                     |
| --------- | ----- | ----------------- | ----------------------------- | ----------------------------- | ----------------------------- | ----------------------------- |
| 2011-12   | 4     | DNB               | 4                             | 21-11                         | 2-3                           |                               |
| 2012-13   | 4     | DNB               | 4                             | 21-11                         | 2-3                           |                               |
| 2013-14   | 3     | DNA Silver        | 10                            | 14-14                         |                               |                               |
| 2014-15   | 2     | Serie A2 Silver   | 11                            | 13-17                         |                               |                               |
| 2015-16   | 2     | Serie A2          | 5                             | 19-11                         | 2-2                           | Oitavas de finais             |
| 2016-17   | 2     | Serie A2          | 6                             | 17-13                         | 4-4                           | Quartas de finais             |
| 2017-18   | 2     | Serie A2          | 15                            | 6-24                          | 3-2                           | Permaneceu playouts           |
| 2018-19   | 2     | Serie A2          | 8                             | 15-15                         | 2-3                           | Quartas de finais             |
| 2019-20   | 2     | Serie A2          | Cancelado - Pandemia COVID-19 | Cancelado - Pandemia COVID-19 | Cancelado - Pandemia COVID-19 | Cancelado - Pandemia COVID-19 |
| 2020-21   | 3     | Serie B           | 4º                            | 15-7                          | 8-3                           | Permaneceu playoffs           |
| 2021-22   | 3     | Serie B           | 1º                            | 16-2                          | 7-4                           | Permaneceu playoffs           |
| 2022-23   | 3     | Serie B           | 2º                            | 24-6                          | 1-3                           | Permaneceu playoffs           |
| 2023-24   | 3     | Serie B Nazionale | 1º                            | 25-9                          | 8-5                           | Permaneceu playoffs           |
| 2024-25   | 3     | Serie B Nazionale | 1º                            | 31-5                          | 9-0                           | Promovido playoffs            |

fonte:eurobasket.com